# Ferro-actinolite
La ferro-actinolite (simbolo IMA: Fact) è un minerale del supergruppo dell'anfibolo, all'interno del quale viene collocato nel "gruppo degli anfiboli con W(OH,F,Cl)-dominante" e da lì al sottogruppo degli anfiboli di calcio dove occupa un posto nel "gruppo contenente la radice actinolite nel nome"; essendo un anfibolo, appartiene agli inosilicati e pertanto alla famiglia minerale dei "silicati", e possiede composizione chimica ☐Ca2(Mg2,5-0,0Fe2+2,5-5,0)Si8O22(OH)2.
Il minerale forma una serie con la tremolite e l'actinolite: la tremolite è definita con un rapporto Mg/(Mg+Fe2+) ≥ 0,9, l'actinolite con un rapporto nell'intervallo 0,5–0,9 e la ferro-actinolite con un rapporto inferiore a 0,5.

## Etimologia e storia
Il nome ferro-actinolite è stato attribuito nel 1946 da Nils Sundius dal suo contenuto di ferro e dalla sua relazione con l'actinolite.

## Classificazione
La classica nona edizione della sistematica dei minerali di Strunz, aggiornata dall'Associazione Mineralogica Internazionale (IMA) fino al 2009, elenca la ferro-actinolite nella classe "9. Silicati (germanati)" e nella sottoclasse "9.D Inosilicati"; questa è ulteriormente suddivisa in base alla struttura cristallina del minerale, in modo tale che l'actinolite possa essere trovata nella sezione "9.DE Inosilicati con catene doppie di periodo 2, Si4O11; clinoanfiboli" dove forma il sistema nº 9.DE.10.
Tale classificazione resta invariata anche nell'edizione successiva, proseguita dal database "mindat.org" e chiamata Classificazione Strunz-mindat.
Nella Sistematica dei lapis (Lapis-Systematik) di Stefan Weiß la ferro-actinolite si trova nella classe dei "silicati" e nella sottoclasse degli "inosilicati"; qui è nella sezione dei minerali con struttura "[Si4O11] a due bande 6-; gruppo degli anfiboli; Ca2-anfiboli" dove forma il sistema nº VIII/F.10.
Anche la classificazione dei minerali secondo Dana, usata principalmente nel mondo anglosassone, elenca la ferro-actinolite nella famiglia dei "silicati"; qui è nella classe degli "inosilicati: catene doppie non ramificate, W=2" e nella sottoclasse degli "inosilicati: catene doppie non ramificate, configurazione anfibolo W=2" dove forma il "gruppo 2, anfiboli di calcio" con il sistema nº 66.01.03a.

## Abito cristallino
La ferro-actinolite cristallizza nel sistema monoclino nel gruppo spaziale C2/m (gruppo nº 12) con i parametri reticolari a = 9,91 Å, b = 18,17 Å, c = 5,27 Å e β = 104,98°, oltre ad avere 4 unità di formula per cella unitaria.

## Origine e giacitura
La ferro-actinolite è stata trovata in rocce metamorfiche di facies a scisto verde e a scisto blu ricche di ferro, ma anche in formazioni di ferro metamorfizzate o come parte di un insieme di vene che tagliano gli skarn di calcio-ferro-silicio; la paragenesi è con hedenbergite (per sostituzione), andradite e ilvaite (per metamorfismo di contatto), biotite,cummingtonite, ematite, magnetite, quarzo e riebeckite (nelle formazioni ferrose).
La ferro-actinolite è un minerale raro ma trovato, seppur in piccole quantità, in molti siti sparsi per i vari continenti. È un minerale noto almeno dalla metà del XIX secolo e non è nota una sua località tipo.

## Forma in cui si presenta in natura
La ferro-actinolite si presenta come cristalli lamellari o colonnari, ma anche raggiati, granulari o massivi. Il minerale è da trasparente a traslucido, con lucentezza vitrea; il colore è nero-verde o verde scuro, mentre il colore del suo striscio è bianco verdastro.

## Minerali correlati
Ancora in attesa di conferma, anche se non ancora approvata dall'IMA, c'è la mangano-actinolite, un anfibolo appartenente allo stesso gruppo della ferro-actinolite caratterizzato però dalla presenza di manganese, con composizione chimica ☐Ca2(Mg,Mn,Fe)5(Si8O22)(OH)2.